# Saint-Bonnet-le-Courreau
Saint-Bonnet-le-Courreau é uma comuna francesa na região administrativa de Auvérnia-Ródano-Alpes, no departamento de Doubs. Estende-se por uma área de 50,18 km². Em 2010 a comuna tinha 703 habitantes (densidade: 14 hab./km²).